# Ф'яміньяно
Фьяміньяно (італ. Fiamignano) — муніципалітет в Італії, у регіоні Лаціо,  провінція Рієті.
Фьяміньяно розташоване на відстані близько 70 км на північний схід від Рима, 27 км на південний схід від Рієті.
Населення — 1430 осіб (2014).
Покровитель — Santi Fabiano e Sebastiano (20 gennaio).

## Демографія
Населення за роками:

Станом на 1 січня 2023 року в муніципалітеті офіційно проживав 61 іноземець з 12 країн, серед них 38 громадян країн Євросоюзу та 7 громадян України.

## Сусідні муніципалітети
- Антродоко
- Боргорозе
- Пескорокк'яно
- Петрелла-Сальто
- Скоппіто
- Торнімпарте